# The City Slicker
The City Slicker é um curta-metragem norte-americano de 1918, do gênero comédia, estrelado por Harold Lloyd. Cópia do filme está conservada na Biblioteca do Congresso.

## Elenco
- Harold Lloyd - Harold

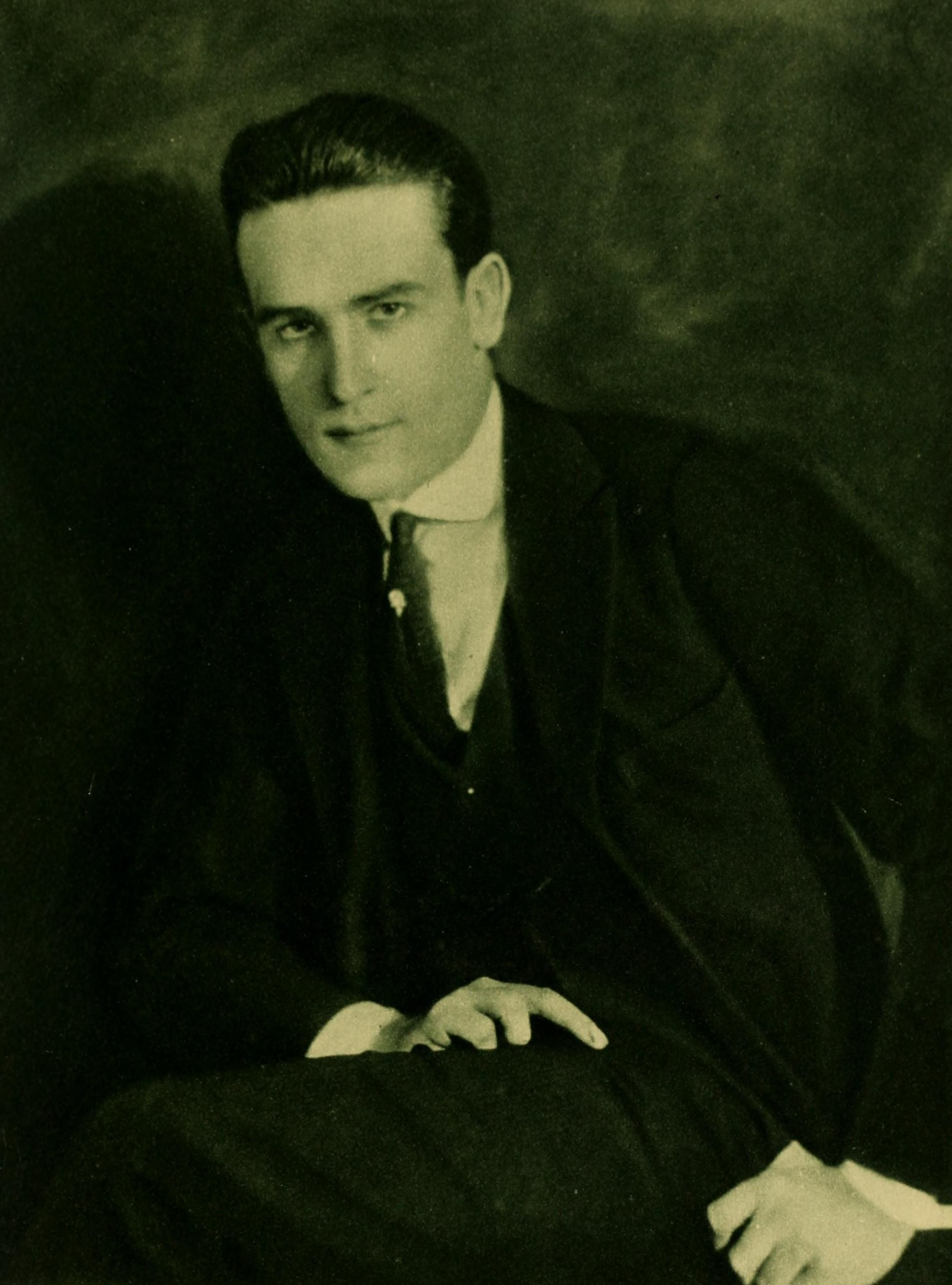
Harold Lloyd

- Snub Pollard - Snub (como Harry Pollard)
- Bebe Daniels - garota
- Helen Gilmore - Mãe da garota
- William Blaisdell
- Gus Alexander
- Sammy Brooks
- Lige Conley - (como Lige Cromley)
- Billy Fay
- William Gillespie
- Wallace Howe
- Dee Lampton
- Gus Leonard
- Charles Stevenson - (como Charles E. Stevenson)